# Aleksander Zakariadze
Aleksander Zakariadze (gruz. ალექსანდრე ზაქარიაძე; ros. Александр Караманович Закариадзе; ur. 4 lutego?/16 lutego 1884 w Simoneti, zm. 12 maja 1957 w Paryżu) – gruziński oficer kontraktowy Wojska Polskiego, generał dywizji.

## Pochodzenie i rodzina
Urodził się 4 lutego 1884 roku we wsi Simoneli jako najmłodsze dziecko z całej szóstki rodzeństwa, syn Karamanowa, włościanina z kutaiskiej guberni. Ukończył kutaiską 6-klasową miejską szkołę realną.

## Służba w armii rosyjskiej
Do wojska wstąpił 1 września 1901 roku – jako szeregowy junkier – do tyflijskiej junkierskiej szkoły piechoty 1 stopnia. Po ukończeniu szkoły z wyróżnieniem 14 lipca 1904 roku, rozkazem wyższego dowództwa już jako podporucznik dostał przydział do 79 Kureńskiego Pułku Piechoty Generała Feldmarszałka Księcia Woroncewa (późniejszego 79 Pułku Piechoty Jego Imperatorskiej Wysokości Wielkiego Księcia Pawła Aleksiejewicza). W październiku tego roku, oddelegowano go na służbę do Rezerwowej Mangurskiej Armii. I tam – od 17 grudnia 1904 roku – pełnił służbę w 147 Samarskim Pułku Piechoty, wchodzącym w skład 20 Dywizji Piechoty, początkowo jako dowódca 10, a od 25 czerwca 1905 roku, 11 kompanii piechoty. Od 12 lutego 1906 roku ponownie służył – zgodnie rozkazem wyższego dowództwa nr 340 – w 79 Kureńskiem Pułku Piechoty, w kolejnych miejscach jego stacjonowania tj. w Baku (od 29 marca 1906 roku) i w Tyflisie (od 3 lipca 1906 roku). W tym ostatnim garnizonie, pełnił obowiązki młodszego oficera w szkole pułkowej, tam też został wyznaczony na sekretarza sądu pułkowego.
W 1910 roku wstąpił do Nikołajewskiej Akademii Sztabu Generalnego i ukończył w niej z wyróżnieniem w 1912 roku, kurs I kategorii. Po akademii oddelegowany został do macierzystego 79 Pułku Piechoty, celem odbycia rocznej praktyki dowódcy kompanii. W 1914 roku służył – podobnie jak późniejszy gen. Aleksander Czcheidze – w 15 Grenadierskim Tyfliskim Pułku Jego Imperatorskiej Wysokości Wielkiego Księcia Konstantina Konstantynowicza. W czasie I wojny światowej był oficerem rosyjskiego Sztabu Głównego i adiutantem sztabu 3 Kaukaskiej Dywizji Kawalerii. W okresie od 13 grudnia 1915 do 3 stycznia 1917 roku był oficerem sztabowym do zadań specjalnych przy sztabie 27 Korpusu Armijnego.

## Służba w armii Zakaukaskiej Demokratycznej Republiki Federacyjnej i armii gruzińskiej
Po wybuchu rewolucji październikowej i rozpadzie rosyjskiego Frontu Kaukaskiego, wstąpił na służbę do nowo utworzonego wojska Zakaukaskiej Demokratycznej Republiki Federacyjnej – w jej skład wchodziły Armenia, Azerbejdżan i Gruzja – a po ogłoszeniu 26 maja 1918 roku aktu niepodległości Gruzji dalszą służbę pełnił w siłach zbrojnych Demokratycznej Republiki Gruzińskiej. W latach 1920–1921 był szefem Sztabu Generalnego armii gruzińskiej. Po utracie przez Gruzję niepodległości w marcu 1921 roku, udał się do Konstantynopola, gdzie zgromadziło się wówczas 750 emigrantów gruzińskich, w większości oficerów i junkrów oraz członków rządu, a także gruzińskiej Rady Narodowej (parlamentu).

## Służba w Wojsku Polskim

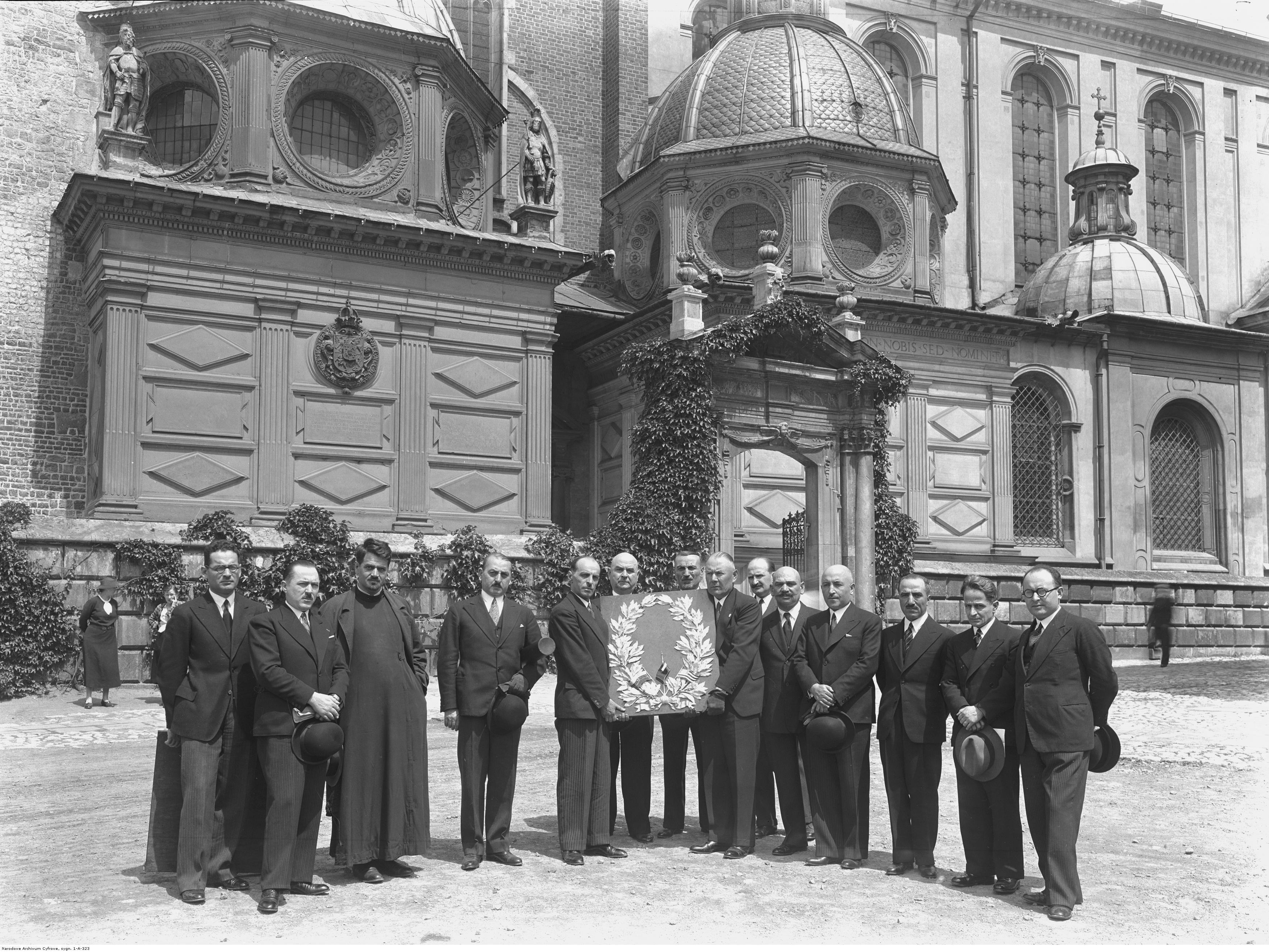
A. Zakariadze (6. z lewej) wśród przedstawicieli narodów kaukaskich przed złożeniem wieńca na sarkofagu Marszałka Józefa Piłsudskiego na Wawelu, 1936

Do Polski przybył z ostatnią 48-osobową grupą junkrów (podchorążych) z Konstantynopola 16 grudnia 1922 r. Podobnie jak gen. Iwan Kazbek (Ivane Kazbegi), od 8 stycznia do 23 kwietnia 1923 roku jako hospitant uczęszczał na IV turnus kurs dowódców pułku w Doświadczalnym Centrum Wyszkolenia Armii w Rembertowie. Następnie, po odbyciu półrocznej praktyki w Dowództwie 1 Dywizji Piechoty Legionów, studiował jako hospitant od 23 października 1923 roku do 30 września 1924 roku w Wyższej Szkole Wojennej. W opinii ówczesnego komendanta szkoły, gen. dyw. Aurelego Serda-Teodorskiego z 2 września 1924 roku, Zachariadze to „… wybitny oficer, o niezwykłej wiedzy wojskowej, wielkich zaletach charakteru i ducha. Byłby dla Armii Polskiej cennym nabytkiem”. Po ukończeniu Wyższej Szkoły Wojennej pozostawał, aż do 1939 roku w dyspozycji komendanta szkoły. Brał udział w corocznych ćwiczeniach szkolnych. Przez cały czas pełnił obowiązki reprezentanta wszystkich oficerów gruzińskich służących w Wojsku Polskim oraz nieformalnego przedstawiciela emigracyjnego rządu gruzińskiego w Warszawie. W opinii kolejnego komendanta Wyższej Szkoły Wojennej gen. bryg. Tadeusza Kutrzeby z 1937 roku czytamy, że gen. Zachariadze to „oficer kontraktowy, który nie pełnił żadnej służby, a jest jedynie na etacie WSWoj. Bierze udział corocznie w jednej grze wojennej i w dwóch podróżach taktycznych WSWoj. Solidny, spokojny, lojalny. Interesuję się bieżącą prasą sowiecką”. Pod koniec 1938 roku – po zajęciu przez Polskę Zaolzia – przedłożył ówczesnemu Szefowi Sztabu Głównego pisemną deklarację, w której deklarował gotowość gruzińskich oficerów kontraktowych do walki u boku ich polskich kolegów.

## Dalsze losy i rodzina
Po wybuchu wojny dostał się do niewoli, jednak Niemcy po dwóch tygodniach wypuścili go. Oddano go jednak pod sąd, ale zarzuty mu stawiane zostały obalone, miał od tej pory zakaz opuszczania Warszawy i przebywał pod stałym nadzorem komendanta miasta i gestapo. Gdy Armia Czerwona zbliżała się do Warszawy, po upadku Powstania Warszawskiego, uzyskał pozwolenie na wyjazd do Niemiec i mieszkał przez jakiś czas w okolicach Salzburga. Po zakończeniu wojny przeniósł się do Paryża, gdzie żyła wówczas duża kolonia gruzińska i działał emigracyjny rząd gruziński.
Wdowcem był od 1934 roku, miał dwóch synów ur. 1911 i 1912 r. Zmarł 12 maja 1957 roku w Paryżu.

## Awanse
- podoficer-junkier	 	7 listopada 1902 roku
- mł. rapciowy junkier		8 listopada 1903 roku
- st. rapciowy junkier	 27 lutego 1904 roku
- podporucznik			9 sierpnia 1904 ze starszeństwem od 5 września 1903 roku
- porucznik 			10 sierpnia 1907 roku
- sztabs-kapitan		10 sierpnia 1911 roku
- kapitan 			ze starszeństwem z 10 sierpnia 1913 roku
- podpułkownik 			1916 roku ze starszeństwem od 6 grudnia 1915 roku

## Odznaczenia
- Rosyjskie
  - Order św. Anny 4 st. – 15 maja 1905 roku za odwagę w wojnie rosyjsko-japońskiej;
  - Order św. Anny 3 st. – 19 maja 1912 roku
  - order św. Stanisława 3 st. – 1911 roku
  - szabla św. Jerzego – 9 marca 1915 roku
  - jasno-brązowy medal pamiątkowy za wojnę ros.-jap. w latach 1904-1905